# Eltze
Eltze is een plaats in de Duitse gemeente Uetze, deelstaat Nedersaksen, en telde 1.371 inwoners (ultimo 2021).
Eltze wordt doorsneden door de Bundesstraße 444. Veel bewoners van het dorp leven van akkerbouw en groenteteelt. Daarnaast is er veel lokaal midden- en kleinbedrijf.
In 1226 en 1311 wordt het dorp zelf, respectievelijk de dorpskerk, voor het eerst in een document vermeld. Vóór de Napoleontische tijd behoorde het dorp lange tijd tot het Hertogdom Brunswijk-Lüneburg. Het dorp leed grote schade tijdens de Zevenjarige Oorlog; Franse soldaten staken Eltze in brand. Ook in 1826 brandden 16 huizen te Eltze geheel af.
De in 1959 gebouwde, rooms-katholieke Sint-Pieterskerk werd in 1999 aan de eredienst onttrokken. Het gebouw huisvest sedert 2000 een bescheiden streekmuseum.
Schilderachtig is de in de jaren-1830 gebouwde watermolen op het riviertje de Fuhse, ten noordwesten van het dorp.

## Afbeeldingen

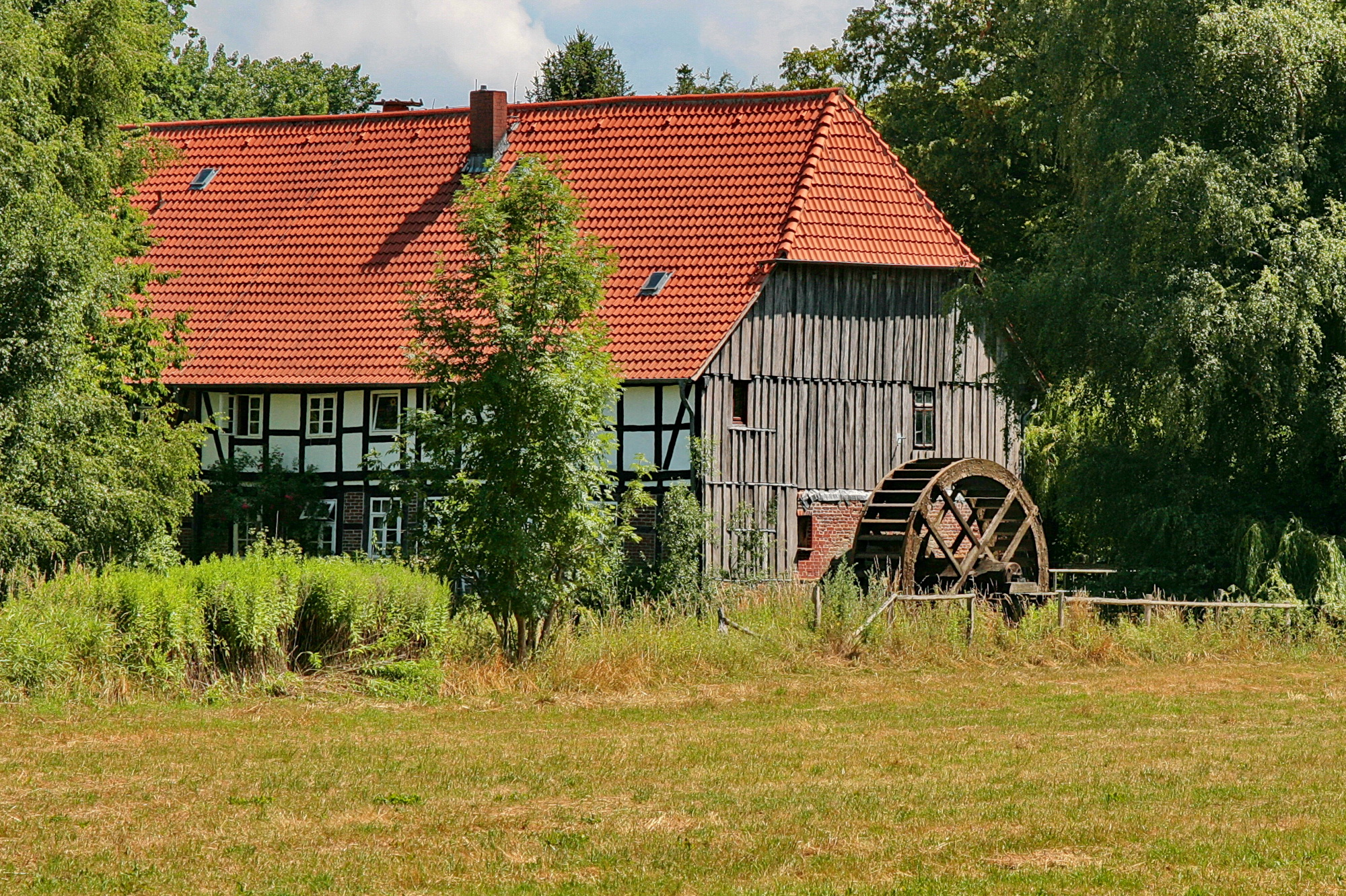
De watermolen van Eltze (1)
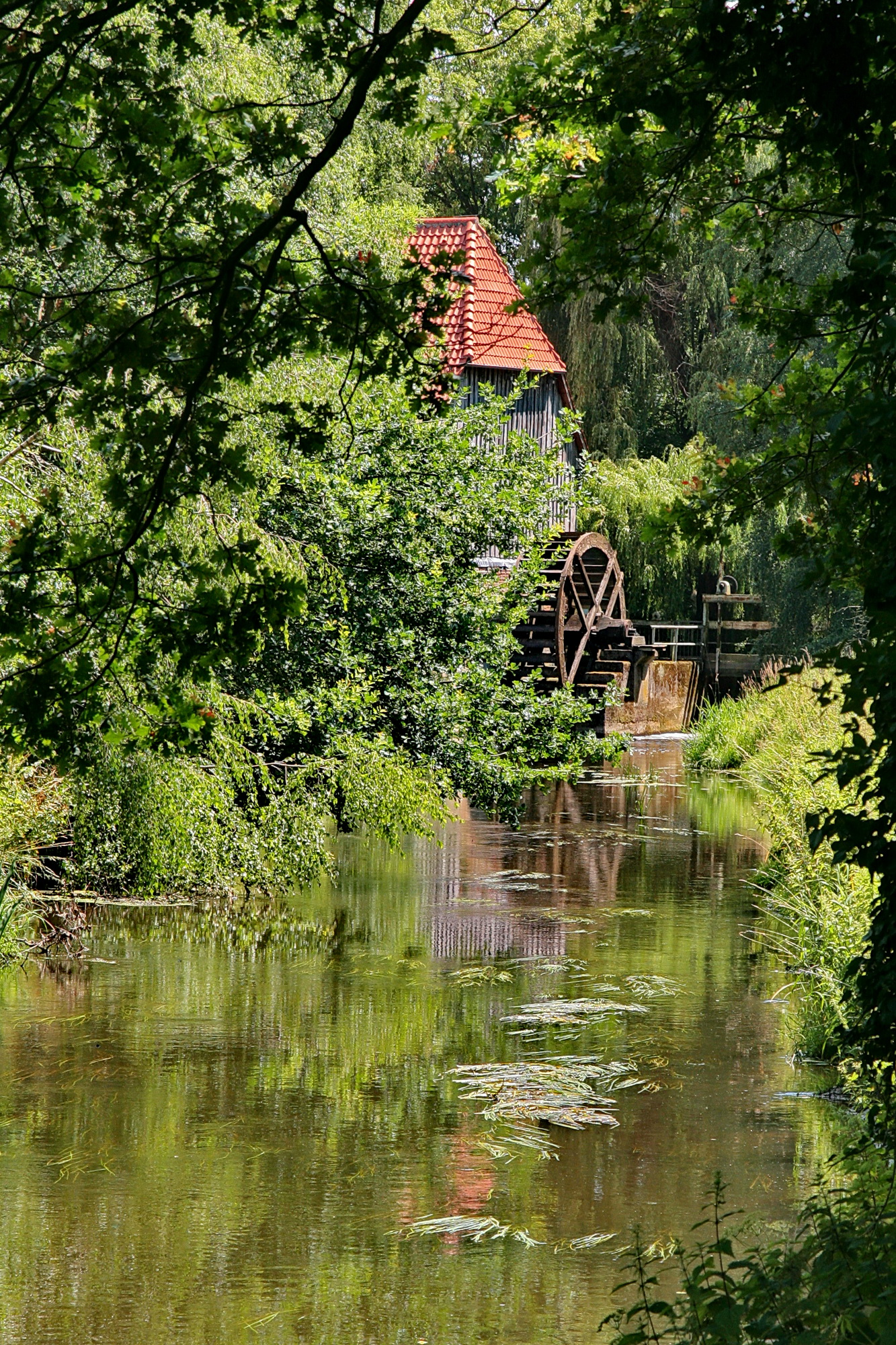
De watermolen van Eltze (2)
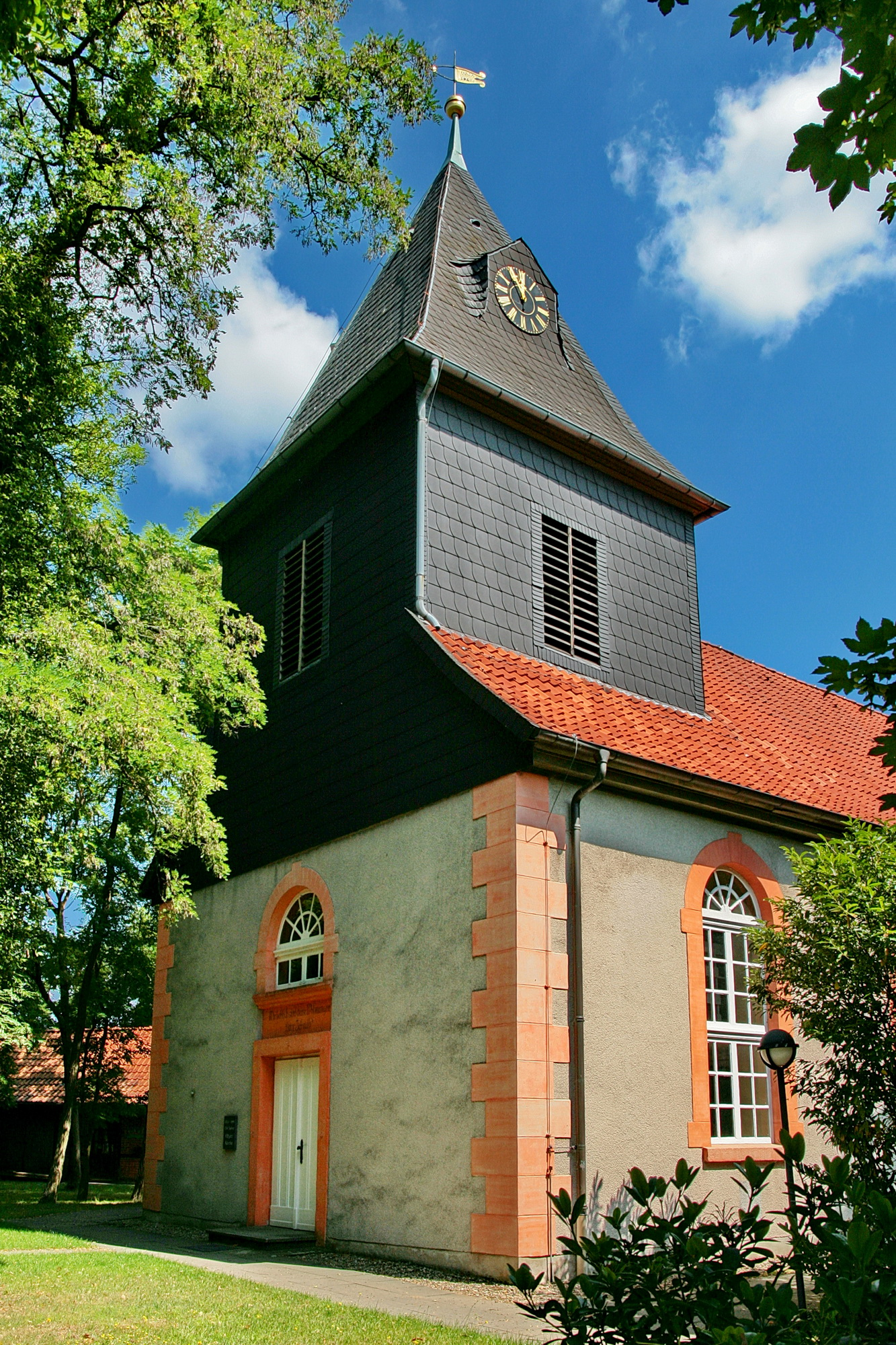
Evang.-lutherse kerk (1749)
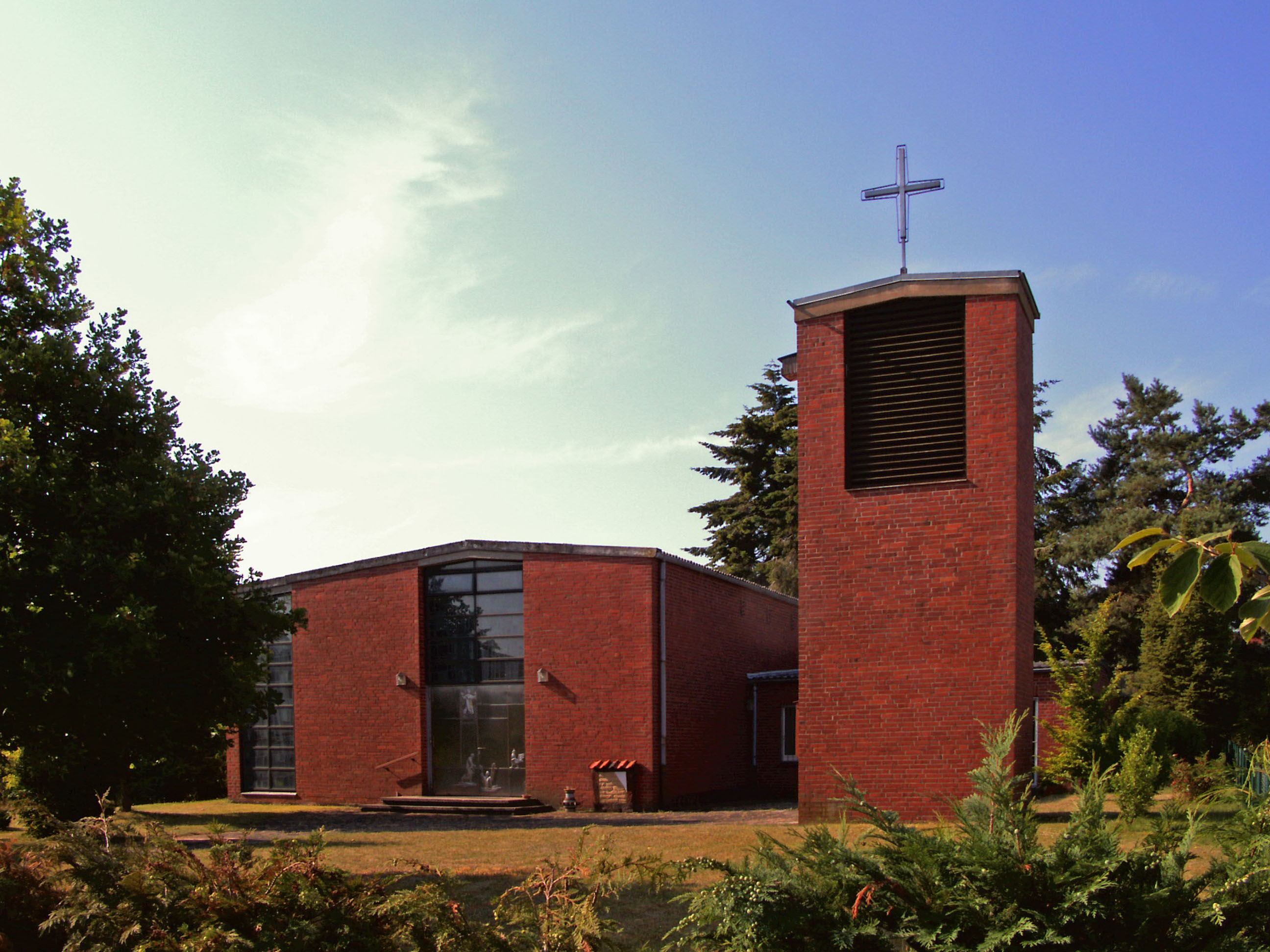
Voormalige R.K. Sint-Pieterskerk (1959)